# Napule è (album)
Napule è - Raccolta completa è una raccolta del cantautore italiano Pino Daniele, pubblicata nel 2000 dalla CGD East West.

## Tracce
CD 1
1. Napule è (versione alternativa)
2. Bambina
3. Quando (versione alternativa)
4. Un giorno che non va
5. Che male c'è
6. Sicily
7. Gente distratta
8. Che Dio ti benedica
9. Stare bene a metà
10. 'Na tazzulella 'e cafè (versione live)
11. Femmena
12. Anima
13. Je so' pazzo (versione alternativa)
14. 'O ssaje comme fa 'o core
15. Dubbi non ho
16. Viento 'e terra
17. Io per lei

CD 2
1. Terra mia (versione alternativa)
2. 'O scarrafone
3. A testa in giù (versione alternativa)
4. Amici come prima
5. Resta... resta cu'mme
6. Ma che ho
7. Bella 'mbriana
8. Anna verrà
9. Invece no
10. A me me piace 'o blues (versione alternativa)
11. Notte che se ne va
12. Voglio di più (versione alternativa)
13. Amore senza fine
14. Quanno chiove (versione alternativa)
15. Annare'
16. Yes I Know My Way
17. Je sto vicino a te (versione live)